# Região Administrativa Especial de Shinuiju
A Região Administrativa Especial de Shinuiju (coreano: 신의주 특별 행정구; trans. Shinŭiju T'ŭkpyŏl Haengjŏnggu) é uma região administrativa especial da Coreia do Norte, localizada na fronteira com a República Popular da China.
Sua criação se deu em setembro de 2002, incluído partes da cidade de Sinŭiju e seus arredores, numa tentativa de introduzir a economia de mercado na Coreia do Norte, e está diretamente controlada pelo Estado como uma das "cidades de governo direto".
Yang Bin foi designado seu primeiro governador, mas antes de assumir o cargo, foi detido por autoridades chinesas e condenado a 18 anos de prisão por crimes econômicos.